# Cucullia brunnea
Cucullia brunnea là một loài bướm đêm trong họ Noctuidae.